# 4487 Pocahontas
4487 Pocahontas este un asteroid din grupul Amor, descoperit pe 17 octombrie 1987 de Carolyn Shoemaker.